# Вътрешно море
Вътрешно море е море, дълбоко вдадено в сушата и свързващо се с океана или други морета чрез един или няколко протока. Например: Черно море (Босфора и Дарданелите), Балтийско море (Категат, Скагерак и др.), Червено море (Баб ел-Мандеб), Средиземно море (Гибралтар). Вътрешните морета се намират под голямо влияние на околната суша: климатът им е по-континентален, отколкото в откритите морета; повърхностните им води са или силно опреснени от вливащите се в тях реки (Черно море, Балтийско море), или, обратно с повишена соленост в резултат сухотата на климата в околната суша (Червено море). Вътрешните морета се поделят на вътрешноконтинентални (Черно море, Балтийско море, Бяло море) и междуконтинетални (Средиземно море, Червено море).